# Gagliuso
Gagliuso est un conte italien figurant dans le recueil le Pentamerone (1634-1636 ; récit n° II-4) de Giambattista Basile. Il raconte l'histoire d'un chat qui utilise la ruse et la tricherie pour offrir la richesse et la main d'une princesse à Pippo, son maître sans-le-sou et mal-né. Il est souvent considéré, à ce titre, comme une variante du Chat botté bien qu'il le précède chronologiquement.